# ستيرلينغ غالاشر
ستيرلينغ غالاشر (بالإنجليزية: Stirling Gallacher)‏ هي ممثلة بريطانية، ولدت في 30 نوفمبر 1970 في Bowdon, Greater Manchester ‏ في المملكة المتحدة. من الجوائز التي نالتها The British Soap Awards ‏.

## جوائز
- The British Soap Awards [الإنجليزية]‏

## وصلات خارجية
- ستيرلينغ غالاشر على موقع IMDb (الإنجليزية)
- ستيرلينغ غالاشر على موقع ميوزك برينز (الإنجليزية)
- ستيرلينغ غالاشر على موقع قاعدة بيانات الفيلم (الإنجليزية)